# Иванов, Василий Ефимович
Василий Ефимович Иванов (1918, Тверская губерния — неизвестно, Донецк, Украинская ССР) — бригадир проходчиков строительного управления № 2 треста «Сталиншахтопроходка» Министерства строительства предприятий угольной промышленности Украинской ССР, Сталинская область. Герой Социалистического Труда (1957).

## Биография
Родился в 1918 году в одном из населённых пунктов Тверской губернии. Участвовал в Великой Отечественной войне. В послевоенное время трудился на восстановлении и строительстве шахтного производства на Донбассе, затем — бригадир проходчиков строительного управления № 2 треста «Сталиншахтопроходка».
Бригада под его руководством в течение нескольких лет наряду с бригадой Ивана Пилипенко занимала передовые позиции в социалистическом соревновании среди коллективов строительного управления и досрочно выполнила плановые задания Пятой пятилетки (1951—1955). Указом Президиума Верховного Совета СССР от 26 апреля 1957 года удостоен звания Героя Социалистического Труда за «выдающиеся успехи, достигнутые в деле развития угольной промышленности в годы пятой пятилетки и в 1956 году» с вручением ордена Ленина и золотой медали «Серп и Молот» (№ 7673).
Этим же указом званием Героя Социалистического Труда был награждён бригадир треста «Сталиншахтопроходка» Иван Васильевич Пилипенко.
За выдающиеся трудовые достижения по итогам работы в годы Восьмой пятилетки (1966—1970) награждён Орденом Октябрьской Революции.
После выхода на пенсию проживал в Донецке. С 1969 года — персональный пенсионер союзного значения. Дата его смерти не установлена (после марта 1985 года).
Награды
- Герой Социалистического Труда
- Орден Ленина
- Орден Отечественной войны 2 степени (11.03.1985)
- Орден Октябрьской Революции (30.03.1971)
- Медаль «За трудовое отличие» (29.08.1953)